# Estación Arví (Metrocable de Medellín)
La Estación Arví es la segunda y última estación de la línea L del Metrocable de Medellín. Se encuentra en la vereda El Tambo del corregimiento de Santa Elena (Medellín). Fue inaugurada a principios del 2010, junto con el Parque Ecoturístico Arví, el cual abastece de turistas. Usa el mismo sistema de metrocable de las líneas J y K.

## Diagrama de la estación
| SUELO     |                                                                  |  |
|           | Plataforma en U, las puertas se abren a la derecha para ingresar |  |
| Occidente | ← hacia Estación Santo Domingo Savio (Terminal)                  |  |
| Occidente | ← hacia Estación Santo Domingo Savio (Terminal)                  |  |
|           | Plataforma en U, las puertas se abren a la izquierda para bajar  |  |
|           |                                                                  |  |